# Карабутов Володимир Миколайович
Карабутов Володимир Миколайович (22 квітня 1967) — російський ватерполіст.
Учасник Олімпійських Ігор 1992, 1996 років.
Бронзовий призер Олімпійських ігор 1992 року.
Бронзовий призер Чемпіонату Європи з водного поло 1991 року.